# Clinopodium serpyllifolium
Clinopodium serpyllifolium (M.Bieb.) Kuntze  è un piccolo cespuglio aromatico della famiglia delle Lamiaceae o Labiatae.

## Tassonomia
Comprende le seguenti sottospecie:
- Clinopodium serpyllifolium subsp. barbatum
- Clinopodium serpyllifolium subsp. brachycalyx
- Clinopodium serpyllifolium subsp. fruticosum
- Clinopodium serpyllifolium subsp. giresunicum
- Clinopodium serpyllifolium subsp. serpyllifolium